# Sharon Walshová
Sharon Walshová Arnoldová (* 24. února 1952 San Francisco) je bývalá americká tenistka. Na grandslamu podlehla ve finále dvouhry Australian Open 1979 krajance Barbaře Jordanové. S Barbarou Potterovou ve finále čtyřhry US Open 1982  nestačily na americko-australský pár Rosie Casalsová a Wendy Turnbullová. Na třech zbývajících grandslamech bylo jejím maximem ve čtyřhře semifinále. Ve čtyřhře vyhrála 23 turnajů WTA, ve dvouhře žádný. Na singlovém žebříčku WTA vystoupala nejvýše na 22. místo (únor 1982). Během své kariéry vydělala asi 750 000 dolarů na odměnách na turnajích. Byla pravorukou hráčkou. Od sňatku v roce 1985 hrála pod jménem Sharon Walshová Peteová, jméno Arnoldová přijala po sňatku v roce 2011.